# 罗森费尔德
罗森费尔德（德語：Rosenfeld，發音：[ˈʁoːzn̩ˌfɛlt] ⓘ）是德国巴登-符腾堡州蒂宾根行政区措伦阿尔布县的城市，面积51.11平方千米，人口为人。